# 郤称
郤称（？—？），郤氏，名称，春秋时期晋国大夫，郤芮之弟。

## 生平
其兄郤芮随公子夷吾逃到梁国。晋献公死后，夷吾和重耳争位，他和吕省是夷吾留在国内的心腹。前651年，里克杀奚齐、卓子之后，二人派蒲城午到梁国送信，劝夷吾贿赂秦国，答应割让五座城池，求得秦穆公的帮助，抢先夺得君位。夷吾就是晋惠公。前650年，丕郑出使秦国，告诉秦穆公，是吕省（吕甥）、郤称、冀芮反对惠公给秦国割让五座城池。